# Agave longipes
Agave longipes är en sparrisväxtart som beskrevs av William Trelease. Agave longipes ingår i släktet Agave och familjen sparrisväxter. Inga underarter finns listade i Catalogue of Life.